# Protolophus
Protolophidae
Famille
Genre
Protolophus, unique représentant de la famille des Protolophidae, est un genre d'opilions eupnois.

## Distribution
Les espèces de ce genre sont endémiques des États-Unis.

## Liste des espèces
Selon World Catalogue of Opiliones (05/05/2021) :
- Protolophus cockerelli Goodnight & Goodnight, 1942
- Protolophus differens Goodnight & Goodnight, 1942
- Protolophus dixiensis Chamberlin, 1925
- Protolophus longipes Schenkel, 1951
- Protolophus niger Goodnight & Goodnight, 1942
- Protolophus rossi Goodnight & Goodnight, 1943
- Protolophus singularis Banks, 1893
- Protolophus tuberculatus Banks, 1893

## Publication originale
- Banks, 1893 : « The Phalanginae of the United States. » The Canadian Entomologist, vol. 25, p. 205–211 (texte intégral).